# Nelo darthula
Nelo darthula är en fjärilsart som beskrevs av Thierry-mieg 1893. Nelo darthula ingår i släktet Nelo och familjen mätare. Inga underarter finns listade i Catalogue of Life.